# Lista över paramilitära enheter i Indiens försvarsmakt
De indiska paramilitära styrkorna avsedda som inrikestrupper. De centrala paramilitära styrkorna lyder under centralregeringen; delstaternas paramilitära styrkor - Provincial Armed Constabulary - lyder under delstatsregeringarna. De centrala paramilitära styrkorna sorterar under inrikesministeriet (6), försvarsministeriet(4) och järnvägsministeriet (1).

## Centrala paramilitära styrkor under inrikesministeriet
- The Assam Rifles - Assamfältjägarna
- The Border Security Force (BSF)  - Gränssäkerhetstrupperna
- The Central Reserve Police Force (CRPF) - Centrala reservpolisen
- The Central Industrial Security Force (CISF) - Centrala industrisäkerhetsstyrkan
- The Indo-Tibetan Border Police (ITBP) - Indo-tibetanska gränspolisen
- The National Security Guard (NSG) - Nationella skyddsstyrkan
- Sashastra Seema Bal - Indo-nepalesiska och indo-bhutanska gränspolisen

## Centrala paramilitära styrkor under försvarsministeriet
- The Coast Guard Organisation - Kustbevakningen
- The Rashtriya Rifles - Rashtriyafältjägarna
- The Defence Security Force - Försvarets säkerhetsstyrka
- The Special Frontier Force - Särskilda gränsstyrkan

## Centrala paramilitära styrkor under järnvägsministeriet
- The Railway Protection Force - Järnvägsskyddstyrkan